# 타이거 마스크 매직쇼
《타이거 마스크 매직쇼》(영어: Breaking the Magician's Code: Magic's Biggest Secrets Finally Revealed)는 미국의 텔레비전 프로그램이다. 마술의 비법을 공개하는 프로그램이다.